# همخانگی قانونی

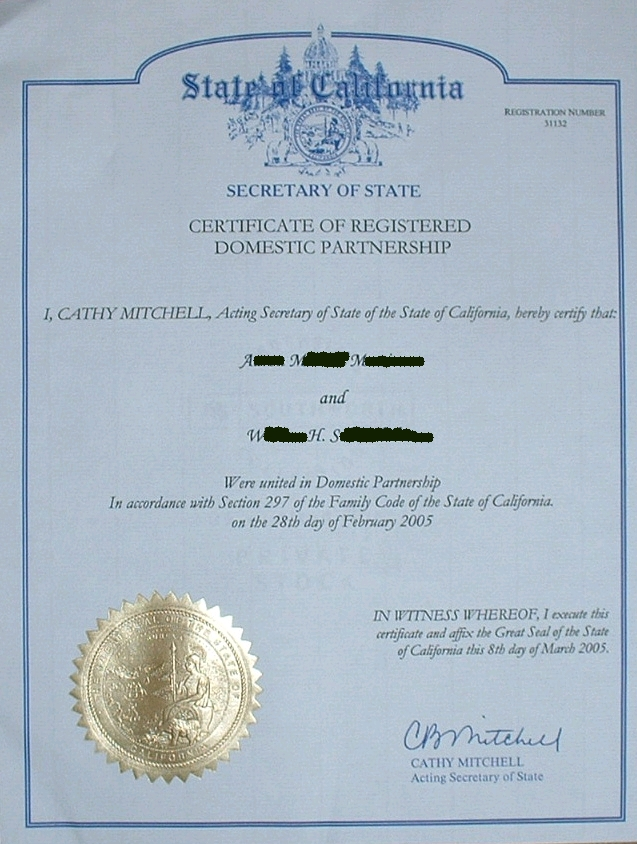
نمونه‌ای از سند همخانگی قانونی در ایالت کالیفرنیا

همخانگی قانونی رابطه‌ای قانونی بین دو فرد است که با یکدیگر در یک خانه زندگی می‌کنند اما هیچ‌یک از دو پیوند ازدواج یا اتحاد مدنی بین آن‌ها برقرار نیست. اصطلاح همخانگی قانونی تا اواخر قرن بیستم در مورد زوج‌های غیر همجنسی به کار می‌رفت که مانند سایر زوج‌های ازدواج کرده در کنار یکدیگر زندگی می‌کردند اما تصمیم می‌گرفتند که ازدواج نکنند و پس از مدتی معین (معمولاً یک سال) حقوق و مسئولیت‌هایشان بر اساس کامن لا تعیین می‌شد. این اصطلاح همچنین در مورد هر زوج با رابطه‌ای متعهدانه و غیرمسئول در مورد حقوق قانونی، به کار می‌رفت. از اواخر قرن بیستم که به تدریج حقوق همجنس‌گرایان به رسمیت شناخته و قوانینی برای زوج‌های همجنس دارای رابطه متعهدانه وضع شد، در برخی از مناطق به زوج‌های همجنسی (و گاهی غیر همجنس) که قانون جلوی ازدواجشان را می‌گرفت، امکان ثبت همخانگی قانونی یا اتحاد مدنی داده شد. این امکان گاهی حقوق و مزایایی کم‌تر از ازدواج و گاهی معادل با آن داشت. حقوقی مانند ارث، ملاقات در بیمارستان، اتخاذ تصمیم‌های پزشکی، سرپرستی فرزند، اختلاف‌های مالیاتی، امکان تلقیح مصنوعی، مزایای کاری و غیره.
همخانگی قانونی در برخی از کشورها مانند استرالیا و نیوزیلند و برخی از ایالت‌های آمریکا مانند اورگن، واشینگتن، نوادا و کالیفرنیا تقریباً با ازدواج یا دیگر گونه‌های اتحاد قانونی برابر در نظر گرفته می‌شود؛ حال آنکه در برخی دیگر از ایالت‌های آمریکا مانند ویسکانسین و مین، برای زوج‌های دارای پیوند همخانگی قانونی، نسبت به گونه‌های دیگر اتحاد قانونی حقوقی کم‌تر و نسبت به زندگی مشترک بدون ازدواج حقوق بیش‌تری در نظر گرفته می‌شود. مفهوم اصطلاح همخانگی قانونی در برخی از جای‌ها همچنان در حال تکامل می‌باشد و میزان حقوق و مسئولیت‌هایی که برای آن تعریف می‌شود از جایی به جای دیگر متفاوت است.